# Умар бен Али
Умар бен Али (араб.  عمر بن علي‎; 1824 — 25 марта 1891 года) — нигерийский духовный лидер, десятый султан Сокото из дома Дан Фодио.

## Биография
Родился Умар бен Али в 1824 году. Али приходился правнуком Усмана Дана Фодио, внуком Мухаммеду Белло и сыном Али Баббе. До того, как стать султаном, Али носил титул Саркин Судан и жил на рибате в городе Синака.
Умар был султаном Сокото с 3 октября 1881 года по 25 марта 1891 года. Он сменил на этом посту султана Муазу после его смерти в сентябре 1881 года. За время его правления он организовал три военных экспедиции. Первый поход был продолжением кампании Муазу против города Сабона Бирни. Вторая — против Мадарунфы. Третья экспедиция была направлена против города Аргунгу столицы султаната Кебби, после предложения мира, которое было отвергнуто султаном. Командиром экспедиции был Саркин Лифиди Лефо. Тем не менее, армия султана Кеббава была хорошо подготовленной и вышла на битву в открытом поле. В этом бою армия Сокото была разгромлена, а Саркин Лифиди Лефо убит.
В течение правления Умара бен Али некоторые поселения были перестроены и расширены. Будущий султан Сокото Мухамаду дан Ахмаду обустроил Гвадабаву к северу от Сокото. Визирь Мухаммед Бухари, Саркин Кая и местный правитель Бакура расширили поселения в регионе Замфара.
В 1885 году Умару подписал важный договор с Королевской Нигерской компанией. По словам Голди, бен Али согласился предоставить Королевской Нигерской компании эксклюзивные торговые привилегии в пределах своего султаната и полные права на территорию по обе стороны реки Бенуэ в обмен на ежегодную субсидию в размере трёх тысяч мешков ракушек.